# Pannónia Általános Iskola (Újlipótváros)
A Pannónia Általános Iskola Budapest XIII. kerületében, Újlipótvárosban működő kéttannyelvű általános iskola. Az 1911 óta álló épületben működő iskola ökoiskola és 2009-ben elnyerte az Erőszakmentes, egészségtudatos iskola címet is. Az iskola német kéttannyelvű tagozatot, angol tagozatot, és sport tagozatot is indít.

## Az épület
1911-ben Schulek János – a Halászbástya építőjének a fia – tervei alapján elkészült iskola négy emelettel, magasföldszinttel és alagsorral épült fel. A belmagasság a kor szokásainak megfelelően négy méteres, az ablakokban dupla nyílászárókat alkalmazott a tervező. Három bejárata volt az iskolának, a főbejárat mellett külön fiú és leánybejáró is épült, mivel az építés idején még nem volt bevett a koedukált oktatás. Mindhárom bejáratnál lépcsőház is épült, de csak a főbejárati vezet fel a legfölső szintre, ahol a tantermek egy része tetőablakos megvilágítású. Az iskola 40 tanteremmel és két kisméretű tornateremmel működött, egy földszinti és egy emeleti terem állt a tanulók rendelkezésére. Hasznos alapterülete 7373 m² volt.
Az iskola belső udvarán egy zöld terület mellett az iskolai ünnepségek lebonyolítására is használható kövezett díszudvar is helyet kapott. A Hegedűs Gyula és a Vág utca sarkán a 90-es években aszfaltborítású kézilabdapálya helyezkedett el.
Az épületet 2009-ben felújították, ekkor egyrészt átépítették az épület belsejét, másrészt megépült a már említett kézilabdapálya helyén a kétszintes, összesen 2400 négyzetméteres sportcsarnok épült fel. Az alsó tornaterem 500, a felső 600 négyzetméter alapterületű. A csarnokba külön bejárón át, de az iskola felől is be lehet jutni. Az építészek meg sem kíséreltek a régi épületet utánzó homlokzatot kialakítani, annak hangsúlyosan ellenpontot képező, modern külsőt álmodtak meg a csarnoknak. Az új épületszárny tetején tetőkertet alakítottak ki.
Az átépítés egy része arra irányult, hogy a század elején meginduló koedukált képzéssel egybenyitott fiú és lányiskola utódja, a mai iskola végre egy megfelelő egységes főbejáratot kapjon. A középső bejárat ugyanis a két oldalsónál dísztelenebb, a vele szemben álló lépcsőház pedig jóval keskenyebb volt, mint az oldalsó kapuknál. A bejárat mögött kellő tér sem volt egy megfelelő fogadóteremhez. A főbejáratnál ezért egy aulát alakítottak ki. Emellett a két régi tornatermet átépítették, az emeletit színház- és rendezvényteremmé, a földszintit a szárny bepincézésével együtt magasságában kettébontották, és termeket alakítottak ki benne. A szárny folyosóihoz szintben illeszkednek a tornacsarnok emeletei is, az alagsorról az alsó, az első emeletről a fölső terembe lehet bejutni. A magasföldszintről és a második emeletről a galéria közelíthető meg.
Az akadálymentesítésre is ennek a felújításnak a keretében került sor. Az addig felvonó nélkül működő iskolába két lift is került, és akadálymentesített WC-ket is kialakítottak.
Mostani kialakításában az iskolában a két új tornaterem mellett 40 tanterem található, ebből 11 szaktanterem (3 számítógépterem). Egy 100 négyzetméteres könyvtár és 213 négyzetméteres rendezvényterem is az intézmény része. Az iskola alagsorában meleg konyha és étkező, mellette tankonyha üzemel. Az új épületrész felépülésével a belső udvar teljesen zárt lett.

## Képek

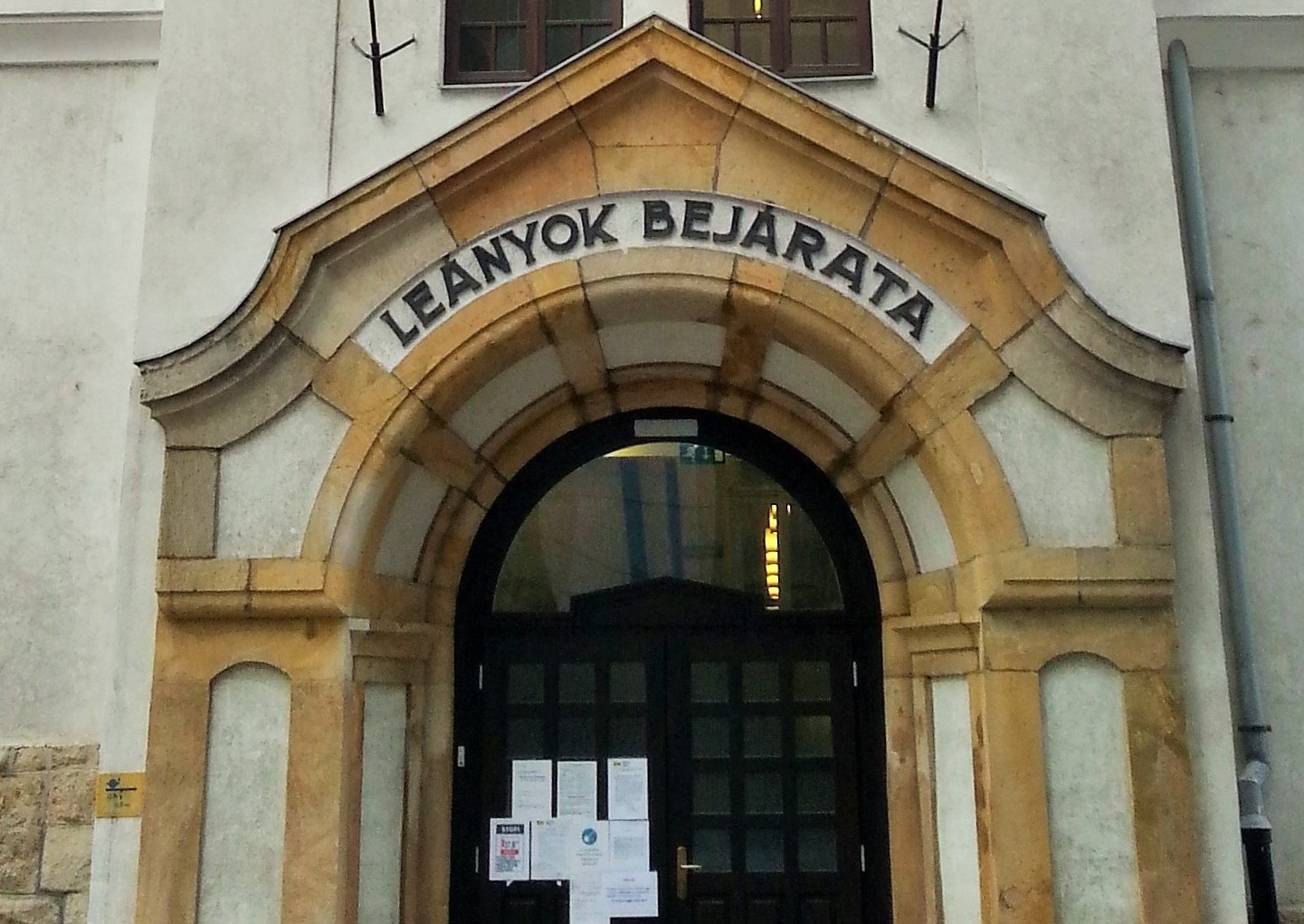
A Hegedűs Gyula utcai bejárat
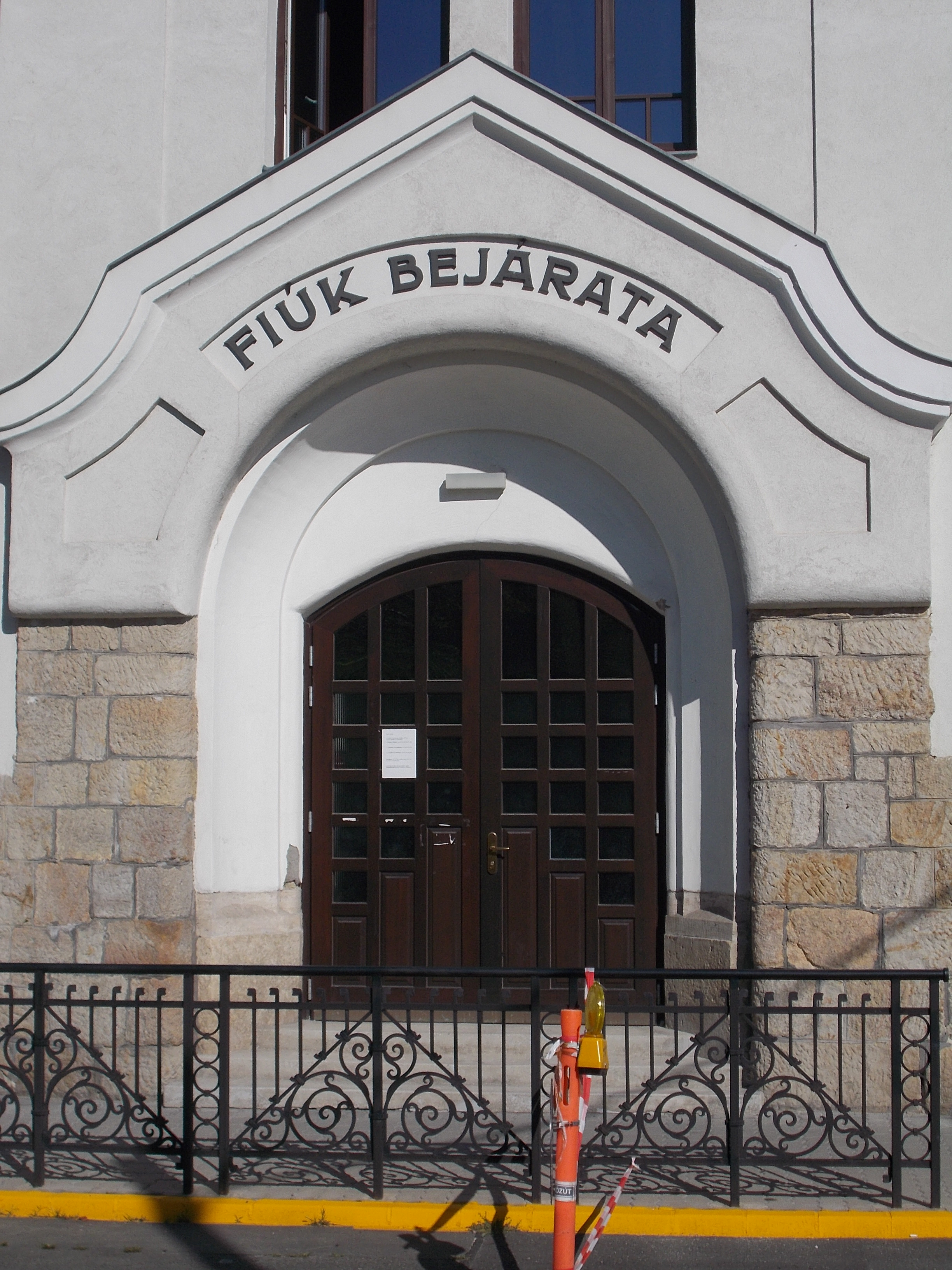
A Pannónia utcai bejárat
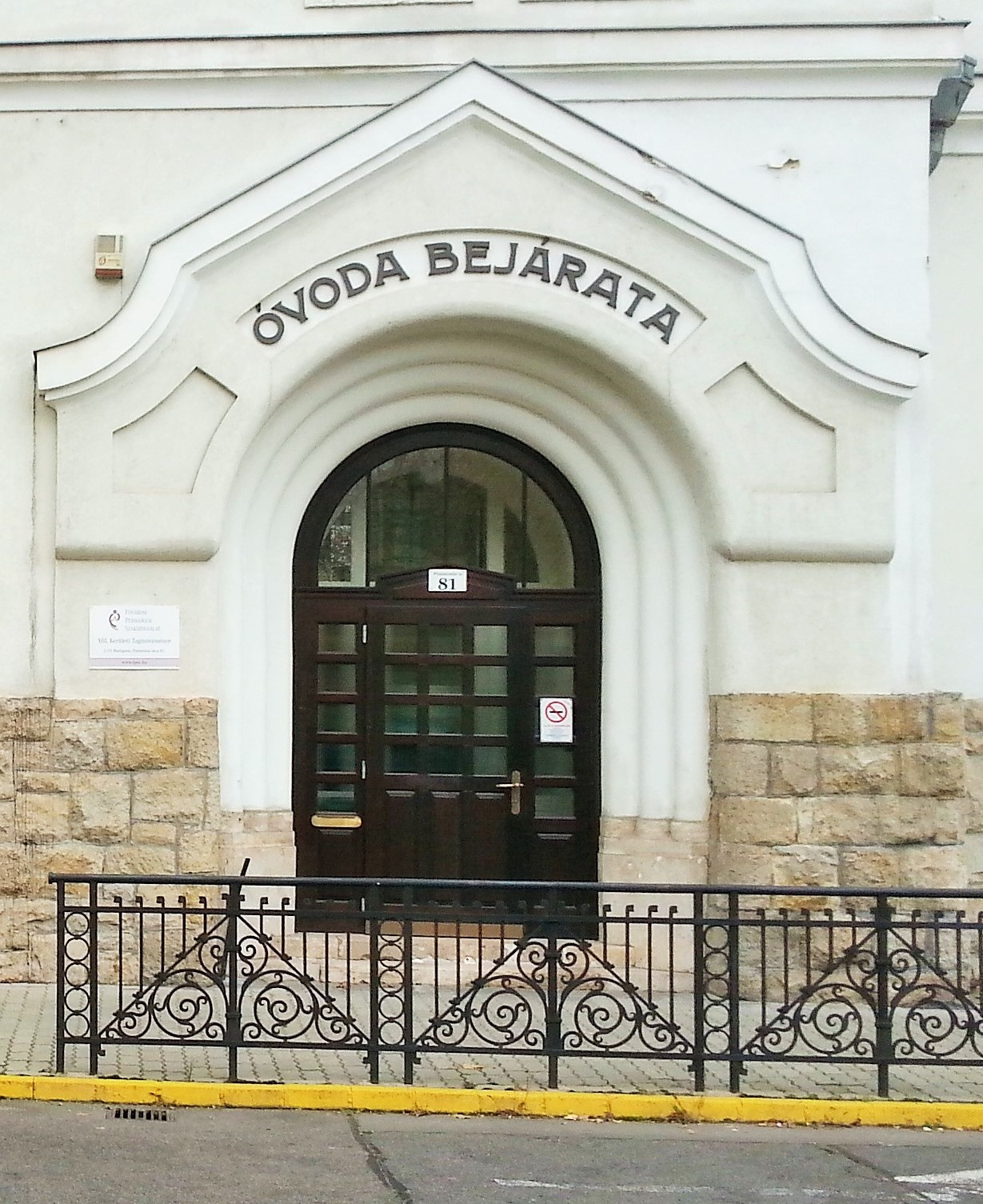
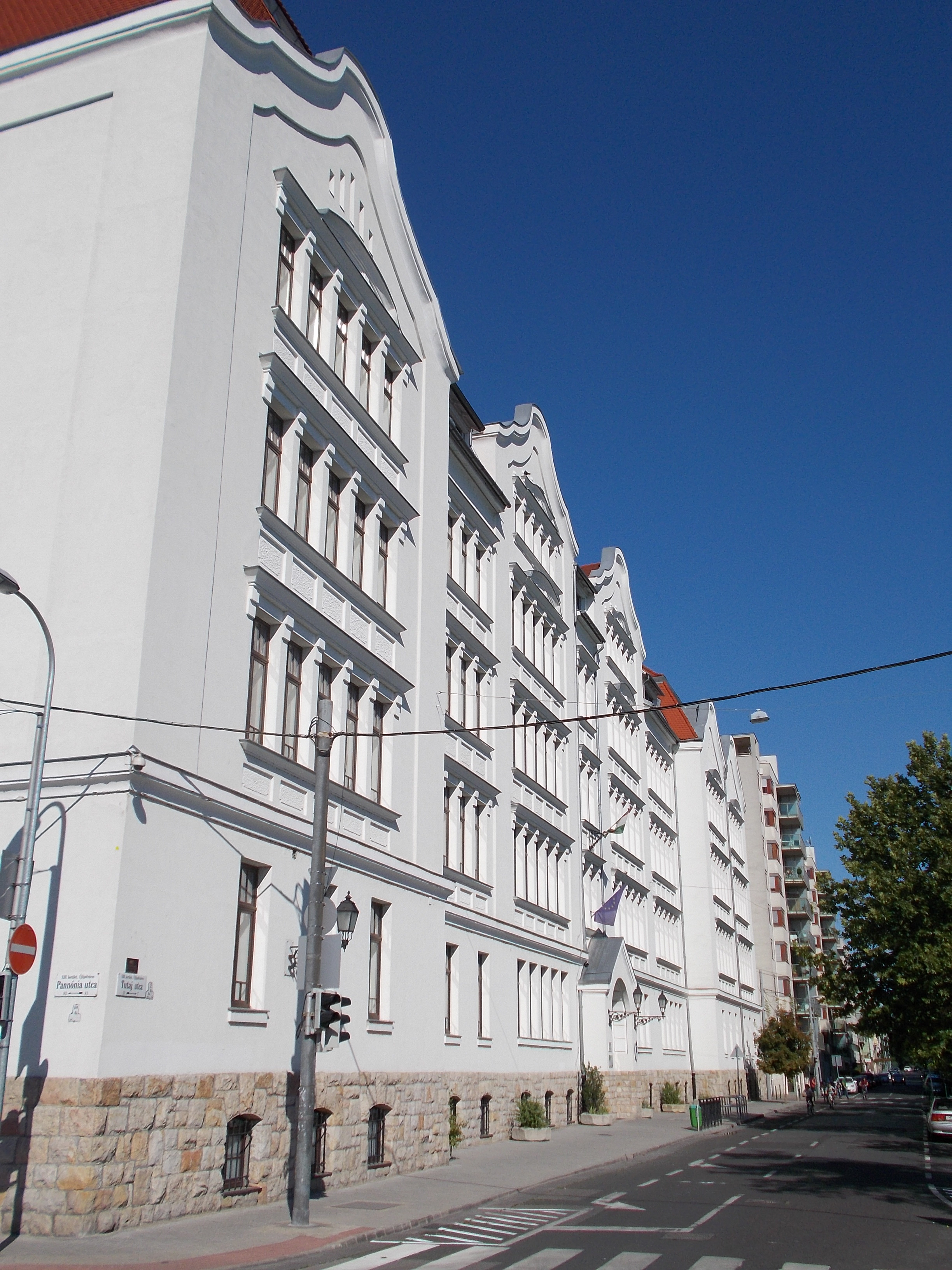
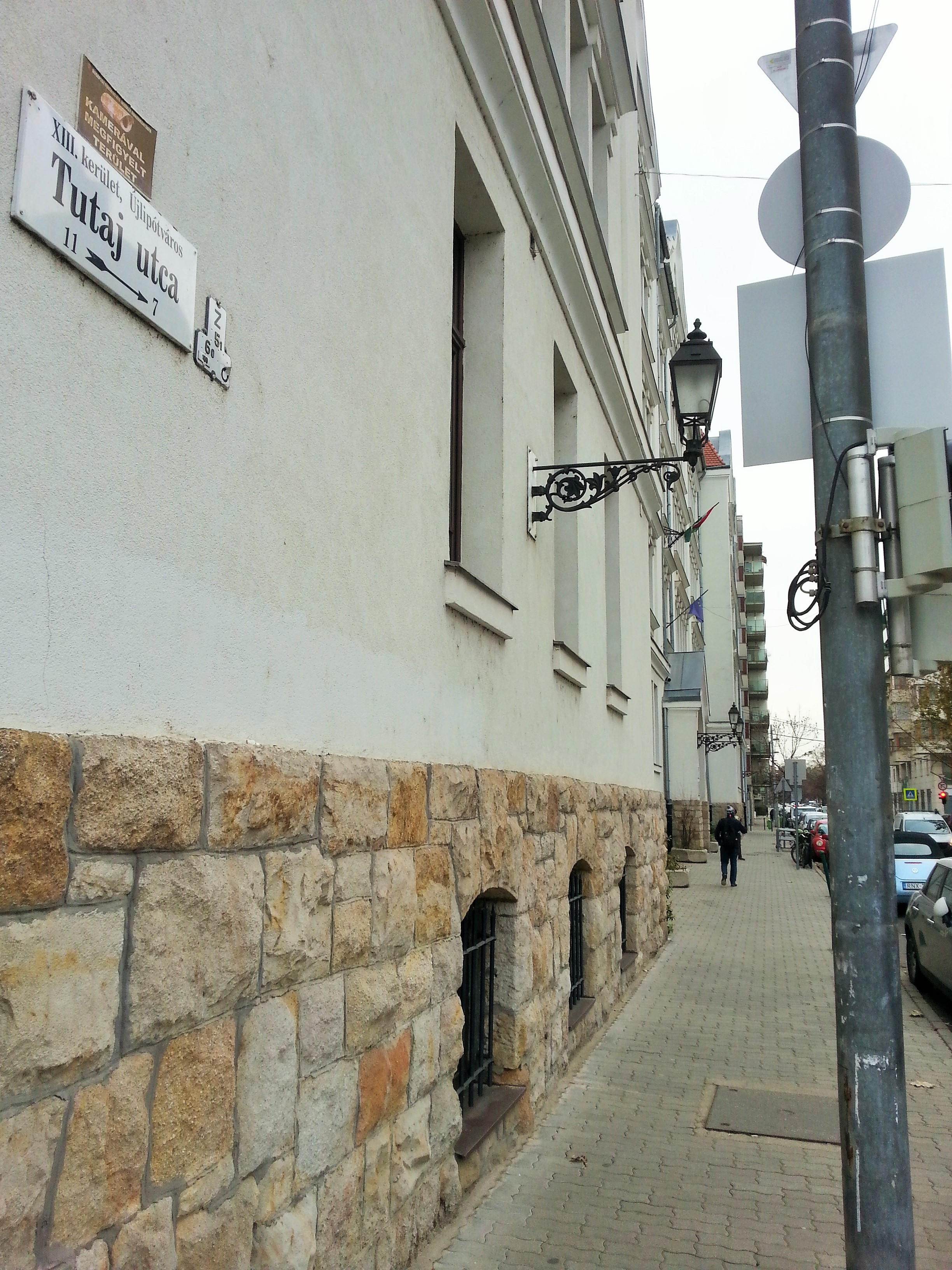
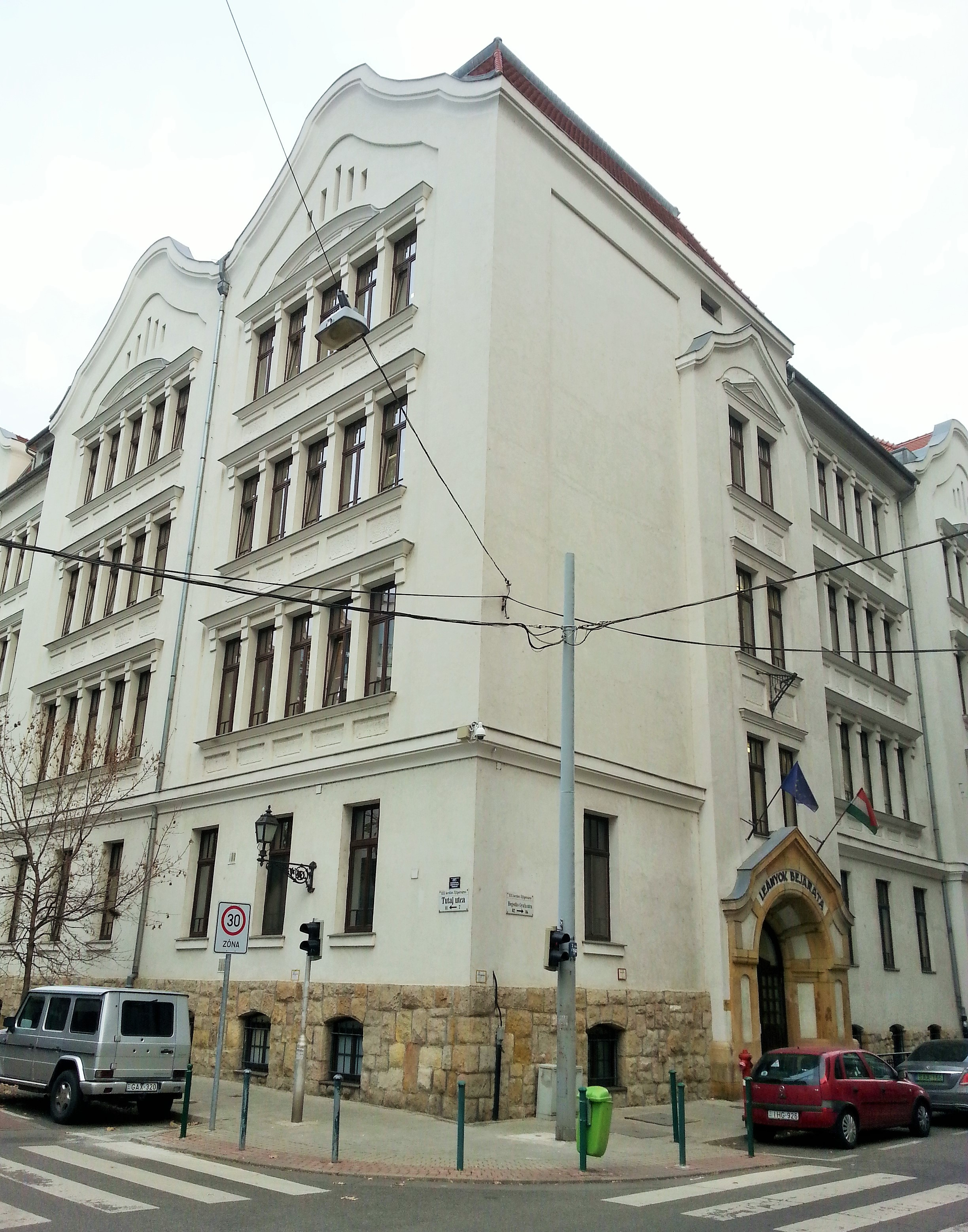
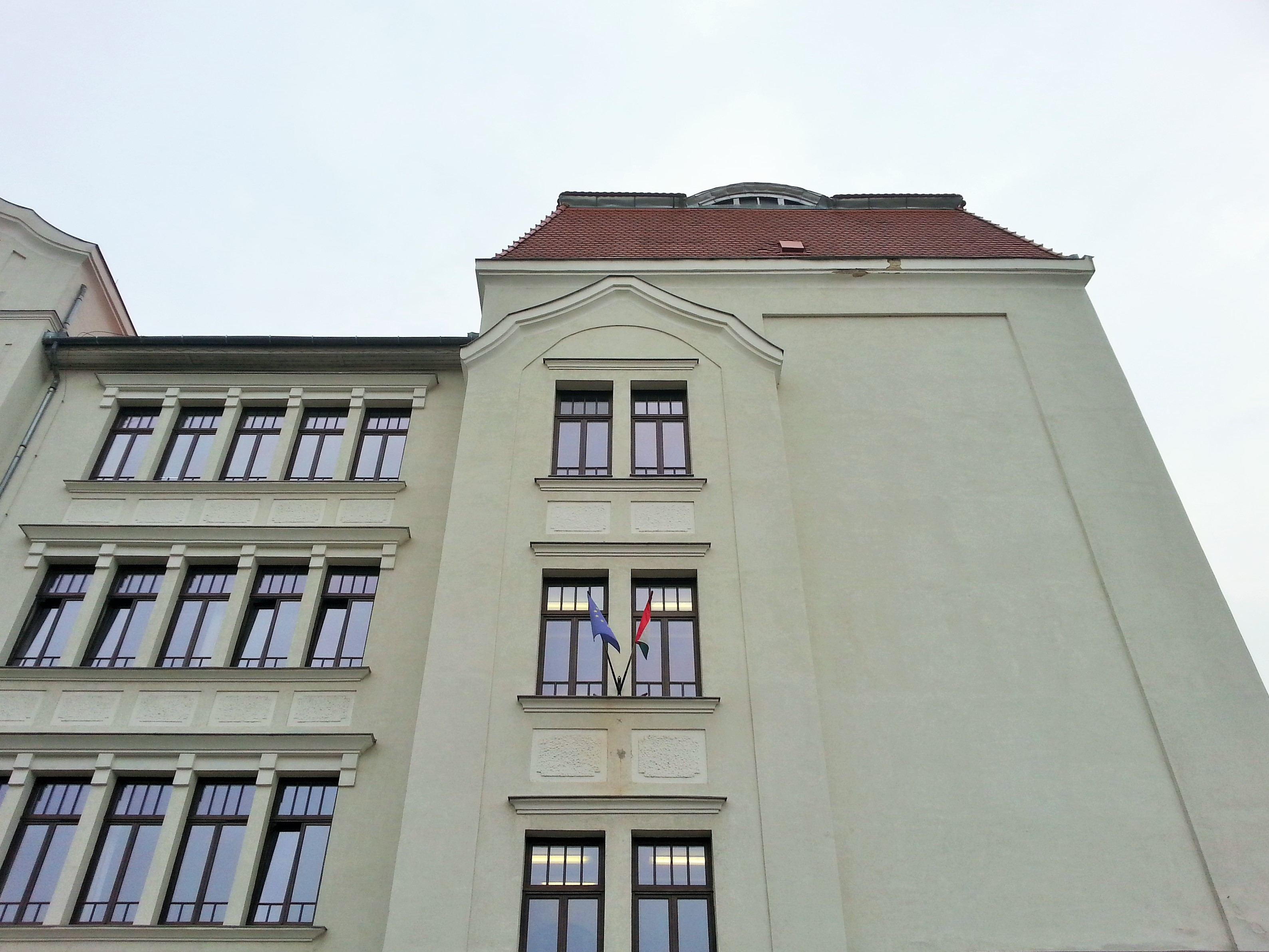
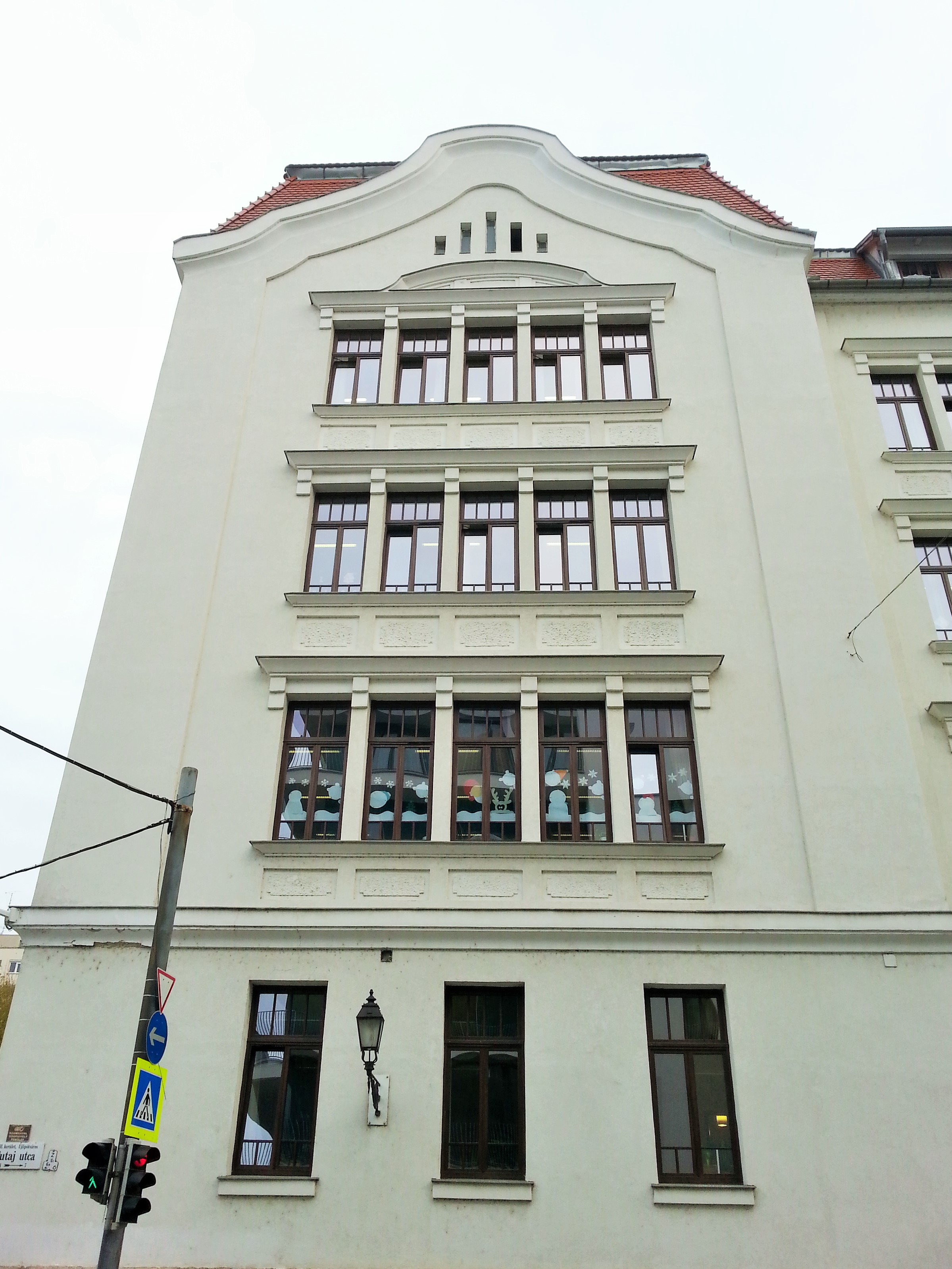
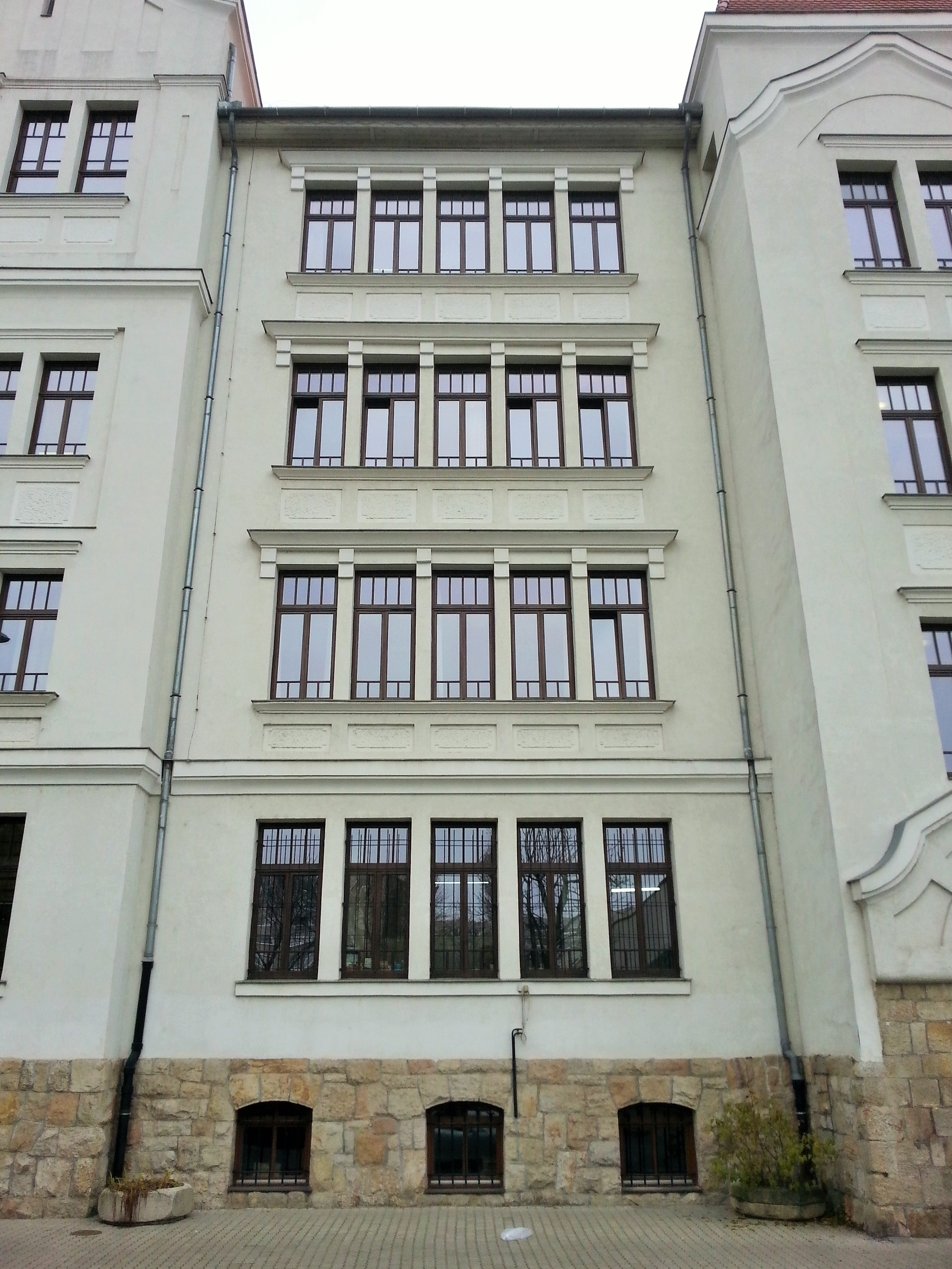
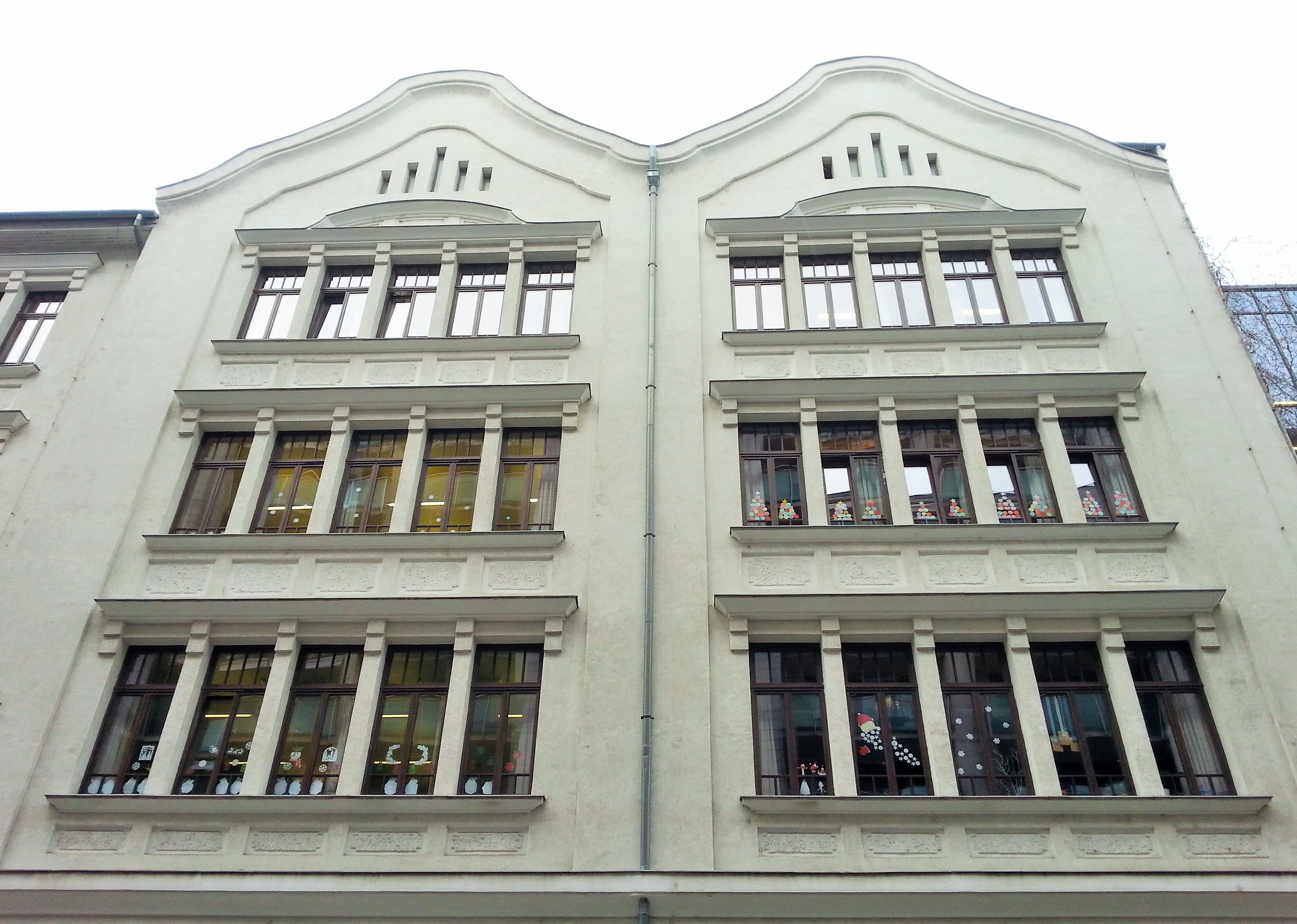
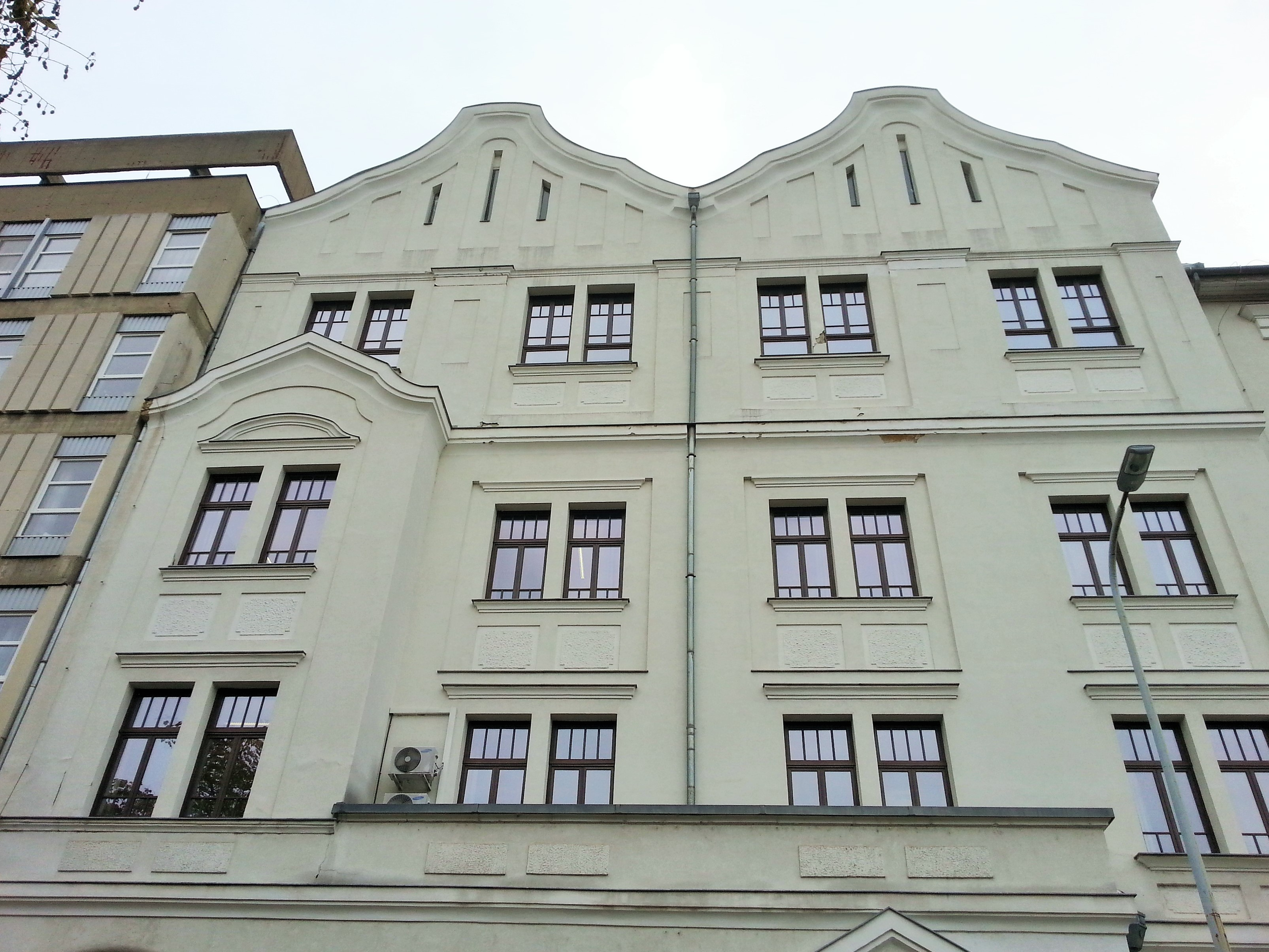
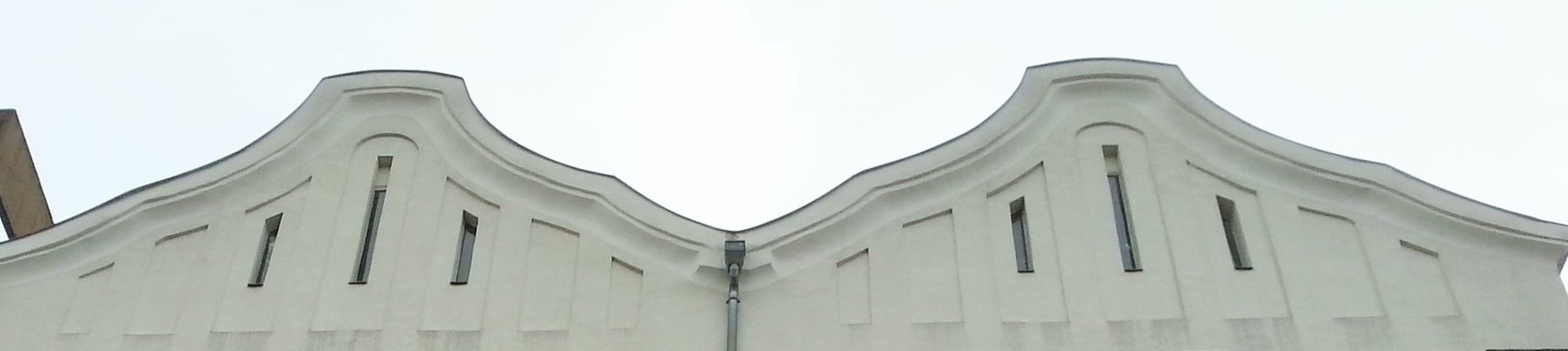
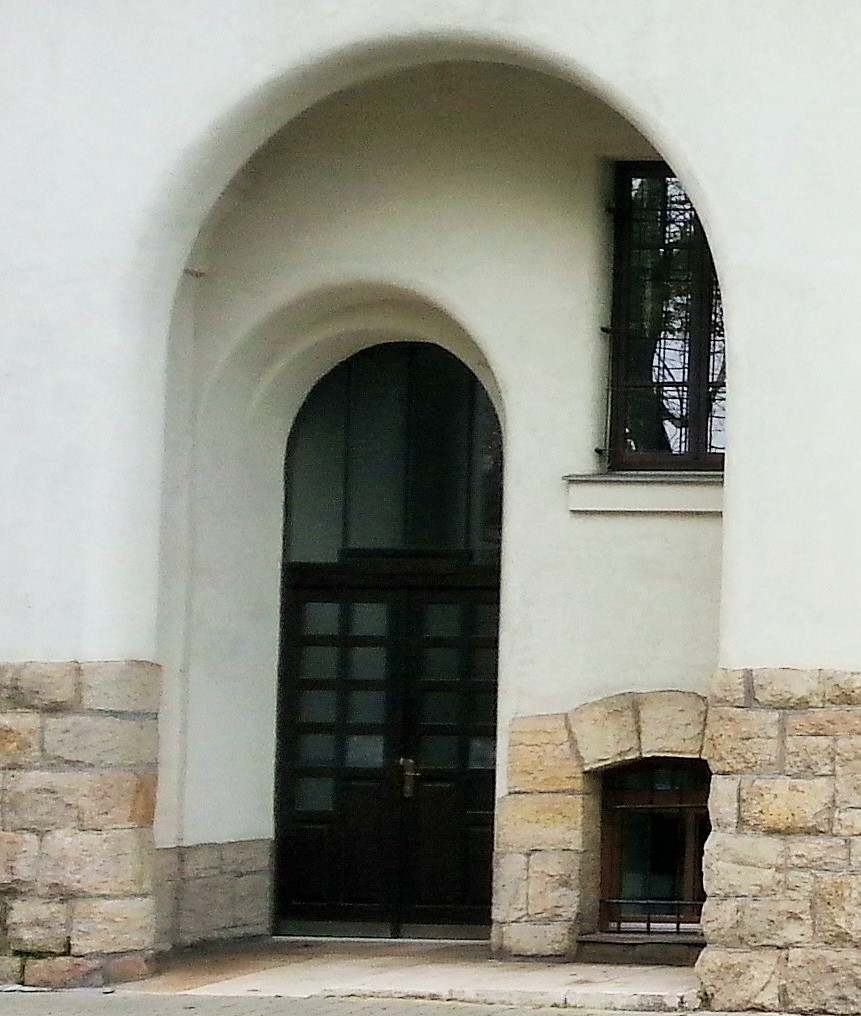
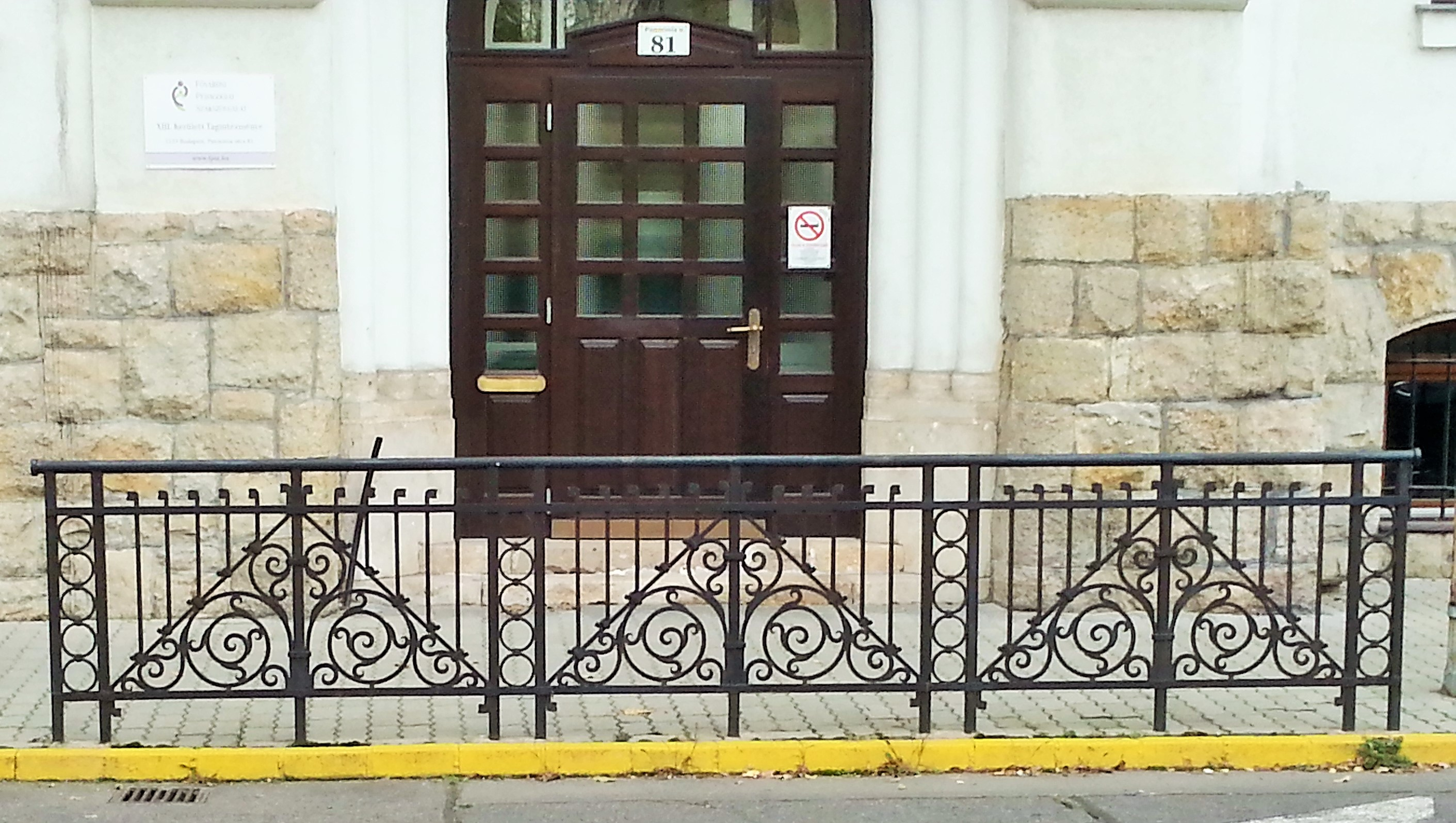
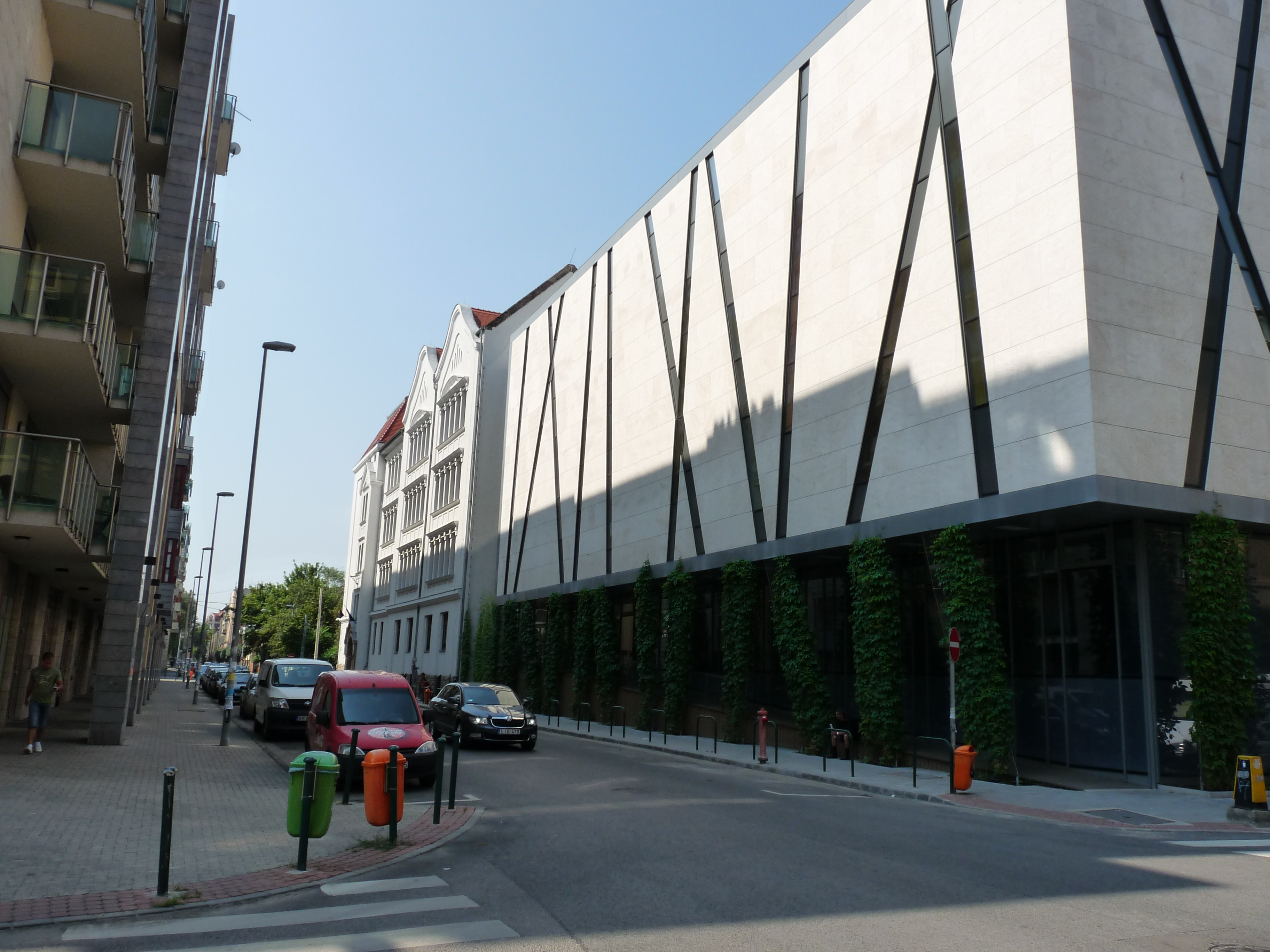
Az új sportcsarnok épülete